# Atanas Sawtschew
Atanas Sawtschew (bulgarisch Атанас Савчев; * 10. September 1946 in Gabrowo) ist ein ehemaliger bulgarischer Radrennfahrer.

## Sportliche Laufbahn
Sawtschew (in einigen Medien auch Anatas Sawtschew) gewann 1967 eine Etappe in der Bulgarien-Rundfahrt. 1968 wurde er beim Sieg von Rudi Valencic Dritter der Jugoslawien-Rundfahrt.
1967 (20.), 1968 (21.), 1970 (30.), fuhr er die Internationale Friedensfahrt.